# Tablet (polohovací zařízení)

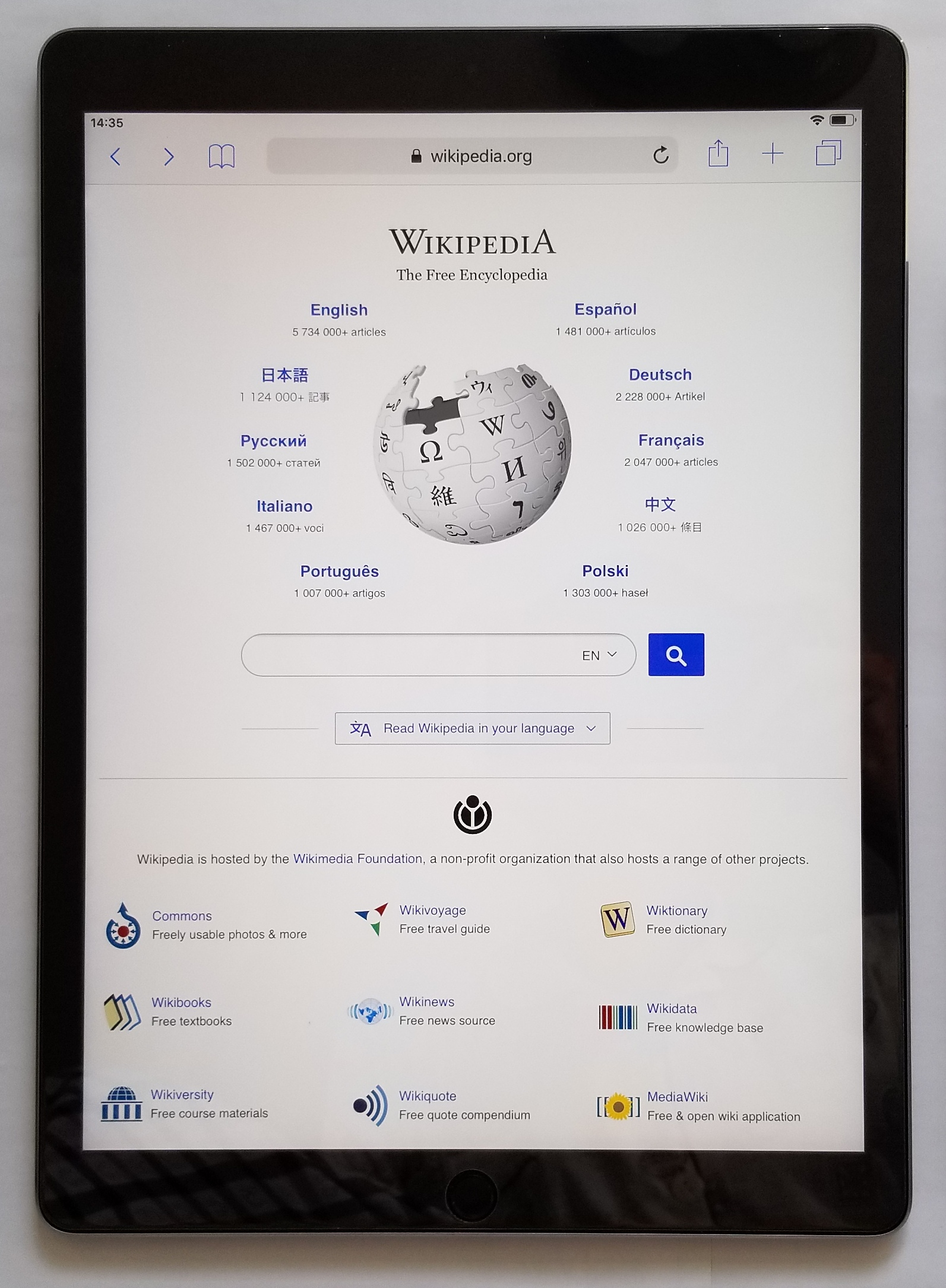
Tablet (iPad Pro)

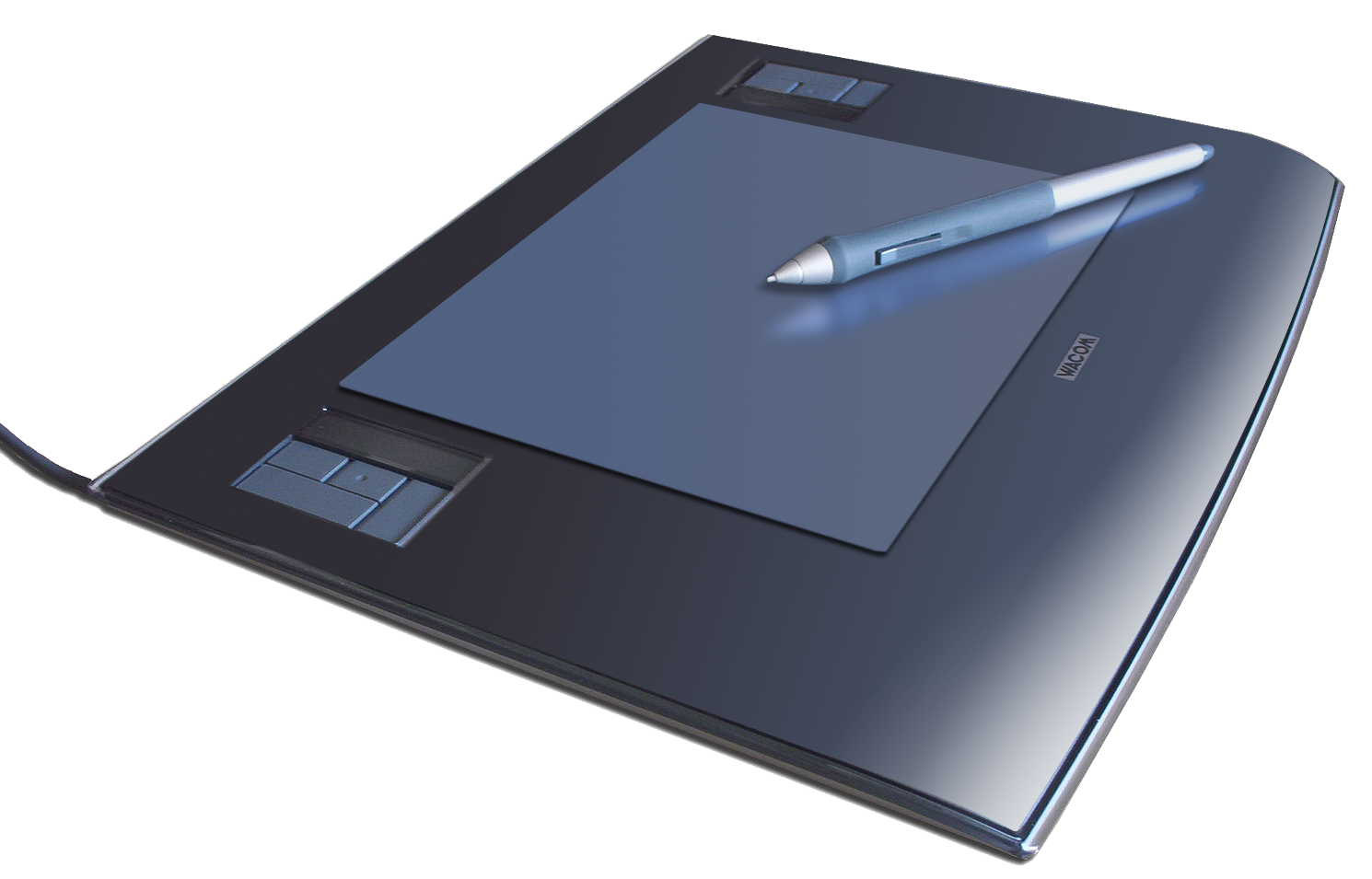
Grafický tablet

Tablet je polohovací zařízení skládající se z pevné podložky s aktivní, zpravidla obdélníkovou plochou a z pohyblivého snímacího zařízení v podobě pera nebo takzvaného puku (obdoba myši s nitkovým křížem a tlačítky). Tato počítačová vstupní periferie umožňuje ovládat počítač podobným způsobem jako počítačová myš (ovládání kurzoru), v případě pera je použitelná i ke kreslení volnou rukou, s pukem pak může sloužit i k digitalizaci výkresové předlohy. Používá se zejména v CADu či grafických programech. Moderní tablety jsou citlivé i na tlak a je možné měnit tloušťku a charakter čáry v závislosti na tlaku na hrot pera.
V posledních letech se objevily na trhu i LCD tablety, kde je jako podložka pro pero použit LCD. Při ovládání počítače se tedy nedíváte na vedle stojící monitor, ale přímo na tablet, kde ovládáte počítač přímo perem.
Tablety můžeme rozdělit na profesionální, zpravidla s rozměrem aktivní plochy formátu A4 a větším, a na tablety pro domácí použití či hobby s aktivní plochou třeba jen formátu A6. Existuje i řada tabletů určených pro děti.

## Historie a pozadí
První elektronický tablet, umožňující psát rukou byl Telautograf, patentovaný Elishou Grayem v roce 1888. Elisha Gray je známý jako současník vynálezce telefonu Alexandera Grahama Bella, se kterým prohrál závod o patent. První grafický tablet podobající se současným tabletům a používající se pro rozpoznávání rukopisu na počítači byl Stylator, vytvořený v roce 1957. Známější (a často chybně uváděný jako první digitální tablet) je RAND tablet, také známý jako Grafacon, představený v roce 1964. RAND Tablet obsahoval mřížku vodičů pod povrchem podložky, které převáděli horizontální a vertikální souřadnice v slabý magnetický signál. Stylus obdržel magnetický signál a ten se pak zase dekódoval jako souřadnicová informace. Další grafické tablety, běžně známé jako akustické tablety, používaly stylus, který vytvářel kliknutí zapalovací svíčkou. Kliknutí pak byla triangulována řadou mikrofonů, sloužících k nalezení pera v prostoru. Systém byl poměrně složitý a drahý, a senzory byly citlivé na rušení od vnějšího hluku. Digitizéry byly popularizovány v polovině 70. a raných 80. letech díky komerčnímu úspěchu ID (Intelligent Digitizer) a BitPad vyráběné společností Summagraphics. Tyto digitizers byly použity jako vstupní zařízení pro mnoho high-end systémů CAD (Computer Aided Design), stejně jako byly svázány s PC.

### Apple Computer
Summagraphics také vytvořilo OEM verzi své BitPad který byl prodáván firmou Apple Computer jako Apple Graphics Tablet, ve formě příslušenství k jejich Apple II. Tyto tablety používali technologii, která využívá magnetostrikční dráty vyrobené ze
speciální slitiny přetažené přes pevný podklad, aby přesně lokalizovali hrot pera nebo střed kurzoru digitizéru na povrchu tabletu. Tato technologie také umožnila snímat vzdálenost na ose "Z". První grafický tablet pro domácí počítače byl KoalaPad. Ačkoli byl původně určený pro Apple II, Koala nakonec rozšířila jeho použitelnost prakticky na
všechny domácí počítače s grafickou podporou, zahrnujíc například TRS-80 Color Computer, Commodore 64, a osmibitové počítače Atari. Později se začaly vyrábět i konkurenční tablety; tablety od Atari byly obecně považovány za vysoce kvalitní.
V roce 1981, hudebník Todd Rundgren vytvořil první barevný grafický software pro tablety k osobním počítačům, které byly licencované u Apple jako Utopia Graphics Tablet System. V 80. letech, několik prodejců grafických tabletů začalo zahrnovat další
funkce, jako je rozpoznávání rukopisu a tlačítka menu na tabletu.

## Technologie
Bylo mnoho pokusů o roztřídění technologií, které byly použity pro výrobu grafických tabletů, z nichž některé jsou uvedeny níže:
Pasivní tabletyPasivní tablety, především od firmy Wacom, využívají technologii elektromagnetické indukce, kde horizontální a vertikální vodiče tabletu působí jako vysílací i přijímací cívky (na rozdíl od vodičů tabletu RAND, které pouze vysílaly). Tablet generuje elektromagnetický signál, který je přijat do LC obvodu ve stylusu. Vodiče v tabletu pak přepnou na přijímací režim a přečte se signál generovaný perem. Moderní úpravy také zajišťují citlivost na tlak a jeden nebo více spínačů (podobně jako tlačítka na myši), s elektronikou ve stylusu samotném, ne na tabletu.
Aktivní tabletyAktivní tablety se liší v tom, že používají stylus, který je samostatně napájen, díky čemuž vytváří a přenáší signál na tablet. Tyto stylusy využívají interní baterii, díky čemuž jsou objemnější. Eliminace potřeby napájet pero umožňuje tabletům neustále naslouchat signálům pera, protože nemusí přepínat mezi režimy vysílání a příjmu, což může mít za následek nižší chvění.
Optické tabletyOptické tablety pracují s velmi malým digitálním fotoaparátem ve stylusu a vytvářením vzorů na papír s obrázkem. Nejlepším příkladem je technologie vyvinutá společností Anoto.
Akustické tabletyObsahovaly malý zvukový generátor ve stylusu a akustický signál zvedl dvěma mikrofony umístěnými v blízkosti povrchu psaní. Některé moderní návrhy jsou schopny číst pozici ve třech rozměrech.
Elektromagnetické tabletyWacom je jedním z příkladů grafických tabletů, které fungují tak, že generují a detekují elektromagnetický signál: v designu Wacom, je signál generovaný perem a detekován mřížkou vodičů v tabletu. V jiných designech jako například Pencept generují signál v mřížce vodičů a detekují ho v peru.

## Výrobci
- Kanvus
- Wacom
- KYE Systems
- IBall
- Hanvon
- Samsung
- Dell
- prestigio
- Archos
- Asus